# Junta Militar (Guatemala, 1957)
La Junta Militar de 1957 fue otra junta de gobierno de Guatemala que duró muy poco en el poder: dos días de duración. 
Esta nueva junta militar de gobierno en el mando supremo de la Nación se extendió inicialmente del 24 al 26 de octubre de 1957, y estuvo integrada por los coroneles del ejército Óscar Mendoza Azurdia, Roberto Lorenzana Salazar y Gonzalo Yurrita Nova.

## Historia
Ydígoras Fuentes que se había presentado como uno de los contrincantes del coronel Jacobo Árbenz Guzmán en las elecciones de 1950, las cuales fueron ganadas por Árbenz con una aplastante mayoría absoluta.
El perdedor Ydígoras acusó al gobierno de Juan José Arévalo de haber favorecido a Árbenz en los comicios. No contento, se supo que colaboró activamente con la Central Americana de Inteligencia (CIA) de los Estados Unidos para derrocar a Árbenz, lo cual logró con la intervención del gobierno norteamericano y el Ejército de Liberación Nacional liderado por Carlos Castillo Armas.
El general Ydígoras vio en la intervención extranjera una nueva oportunidad para hacerse con el poder. Lo que no esperaba es que Castillo Armas tenía el propósito y ante su liderazgo lo envió como embajador a Colombia para alejarlo de la escena política.

## Cae Castillo Armas, nombran Presidente de la República y forman Junta Militar 1957
Luego de haberse puesto en marcha la contrarrevolución, el 26 de julio de 1957 el golpista Carlos Castillo Armas fue asesinado en circunstancias nunca aclaradas, por lo que el primer designado a la presidencia, Luis Arturo González López asumió el organismo ejecutivo.
González López tenía como objetivo principal convocar a nuevas elecciones en las que participaron tres candidatos: Miguel Ortiz Passarelli, Miguel Asturias Quiñonez y nuevamente Miguel Ydígoras Fuentes. El 20 de octubre de 1957 se realizan los comicios los cuales fueron ganados por Ortiz Passarelli quien obtiene el 51.64 por ciento de los votos, seguido por Ydígoras quien obtiene el 37.10.
Las protestas ante un supuesto fraude se presentaron, encabezadas por el general Ydígoras. Ante la presión las elecciones quedaron anuladas, González López renuncia a la presidencia y se forma un triunvirato formado por los militares Óscar Mendoza Azurdia, Roberto Lorenzana y Gonzalo Yurrita Nova.
La nueva junta provisional de gobierno fue efímera ya que estuvo en el poder únicamente dos días. En ese momento resurge la figura del coronel Guillermo Flores Avendaño, quien fue nombrado Presidente interino por el Congreso de la República el 26 de octubre de 1957.

## Convocan a Elecciones 1958
Al igual que González López, Flores Avendaño estaba llamado a convocar elecciones para elegir a su sucesor y romper con la inestabilidad política que vivía el país en los últimos años.
Ydígoras ya era reconocido por gran parte de la población por lo que no tendría difícil darse a conocer ante sus intenciones de participar nuevamente en la contienda electoral, además de tener afinidad con el presidente interino Flores Avendaño.
Muchas anécdotas se dicen de Ydígoras quien era apodado como "payaso o loco" por todo lo que hizo y prometió para ganarse la simpatía de los electores. Algunas de ellas fueron ofrecer que todos los guatemaltecos tendrían "una gallina en el puchero" y que gobernaría con "mano de acero inoxidable"; otra excentricidad que hizo durante la campaña fue una manifestación en bicicleta alrededor del Palacio Nacional, entre otras cosas.
El 19 de enero de 1958 se realizan las elecciones con la participación de cuatro candidatos: Ydígoras Fuentes, José Luis Cruz Salazar, Mario Méndez Montenegro y José Enrique Ardón Fernández. Al final ninguno de los candidatos logra mayoría absoluta y de acuerdo con la legislación electoral de la época, el Congreso debía realizar una votación entre los dos primeros candidatos con mayor número de votos para elegir al nuevo presidente.
La elección del Congreso se realizó el 12 de febrero de 1958. El general Ydígoras Fuentes obtuvo 40 votos de 65 diputados por lo que fue elegido presidente de la República. El decreto de la elección fijaba la fecha de la toma de posesión para el 2 de marzo del mismo año. Ydígoras había sido elegido para el periodo constitucional del 2 de marzo de 1958 al 1 de marzo de 1964.

## Golpe De Estado por Enrique Peralta Azurdia a Miguel Ydígoras Fuentes
La esperanza y estabilidad que Ydígoras ofreció no duró mucho tiempo ya que en su gestión se registraron muchas confrontaciones con sectores sindicales, en especial con el magisterio quien encabezó multitudinarias marchas exigiendo su dimisión, represión violenta contra las manifestaciones, el intento de una rebelión militar la cual es considerada como el inicio del conflicto armado interno, corrupción política gubernamental, entre otras las cuales desencadenaron un descontento popular el cual fue aprovechado por el coronel Enrique Peralta Azurdia para realizar un golpe de Estado, derrocando finalmente a Ydígoras el 30 de marzo de 1963 quien no completó su periodo.